# Richard Prince
Richard Prince (Zona del Canale di Panama, 6 agosto 1949) è un pittore e fotografo statunitense.
Secondo quanto riporta il sito della galleria Gagosian, Prince avrebbe "ridefinito i concetti di paternità, proprietà e aura" al fine di criticare l'identità americana.

## Biografia
Nato a Panama da genitori di cittadinanza statunitense nel 1949, crebbe a Boston prima di trasferirsi a New York nel 1974 ove iniziò a realizzare opere d'arte basate su immagini tratte dal mondo dei media e a rifotografare campagne pubblicitarie. Durante i primi anni ottanta, Prince inaugurò la serie Cowboys, sul tema della virilità, mentre, durante la metà del decennio, sviluppò i Jokes, opere a tecnica mista raffiguranti barzellette.
Durante il nuovo millennio, l'artista lanciò la serie di dipinti Nurse Painting, uno dei quali venne adottato nella copertina di Sonic Nurse (2004) dei Sonic Youth. Fra il 2007 e il 2008 gli venne dedicata una prospettiva di carriera al Solomon R. Guggenheim Museum di New York. Prince vanta diverse partecipazioni alla Biennale di Venezia, alla Biennale di San Paolo, alla Whitney Biennial e al Documenta IX.
Alla fine del 2008 il fotografo francese Patrick Cariou presentò una denuncia contro Richard Prince, accusandolo di violazione di copyright per essersi appropriato in modo indebito delle immagini del suo libro Cariou Yes Rasta. La corte d'appello americana annullò la sentenza a favore di Prince in quanto avrebbe rispettato il principio del fair use.